# Gwinea Równikowa na Mistrzostwach Świata w Lekkoatletyce 2019
Gwinea Równikowa na Mistrzostwach Świata w Lekkoatletyce 2019 – reprezentacja Gwinei Równikowej podczas mistrzostw świata w Doha składała się z jednego zawodnika.

## Skład reprezentacji

### Mężczyźni
| Zawodnik        | Konkurencja   | Eliminacje | Eliminacje | Półfinał | Półfinał | Finał | Finał   | Źródło |
| Zawodnik        | Konkurencja   | Wynik      | Pozycja    | Wynik    | Pozycja  | Wynik | Pozycja | Źródło |
| --------------- | ------------- | ---------- | ---------- | -------- | -------- | ----- | ------- | ------ |
| Benjamín Enzema | bieg na 800 m | 1:51,69    | 41.        | NQ       | NQ       | NQ    | NQ      | [ 1 ]  |